# Кубок Литви з футболу 2022
Кубок Литви з футболу 2022 — 34-й розіграш кубкового футбольного турніру в Литві. Титул вдруге поспіль здобув «Жальгіріс» (Вільнюс).

## Календар
| Раунд        | Дата                       | Матчі | Клуби   |
| ------------ | -------------------------- | ----- | ------- |
| Перший раунд | 21–26 квітня 2022          | 22    | 54 → 32 |
| 1/16 фіналу  | 6–8 травня 2022            | 16    | 32 → 16 |
| 1/8 фіналу   | 17-25 травня 2022          | 8     | 16 → 8  |
| 1/4 фіналу   | 16 серпня -13 вересня 2022 | 4     | 8 → 4   |
| 1/2 фіналу   | 1-5 жовтня 2022            | 2     | 4 → 2   |
| Фінал        | 16 жовтня 2022             | 1     | 2 → 1   |

## 1/8 фіналу
| Команда 1                 | Рахунок | Команда 2           |
| ------------------------- | ------- | ------------------- |
| 17 травня 2022            |         |                     |
| Таурас (3)                | 1:4     | Маріямполе Сіті (2) |
| 18 травня 2022            |         |                     |
| ДФК Дайнава (2)           | 0:2     | Паневежис           |
| Нептунас (Клайпеда) (2)   | 0:1     | Жальгіріс (Вільнюс) |
| 24 травня 2022            |         |                     |
| Гранітас (Вільнюс) (4)    | 0:4     | Кауно Жальгіріс     |
| Атака (Вільнюс) (5)       | 1:5     | Рітеряй             |
| 25 травня 2022            |         |                     |
| БФА (2)                   | 0:6     | Хегельманн          |
| Судува                    | 2:0     | Банга               |
| Трансінвест (Вільнюс) (3) | 1:2     | Йонава              |

## 1/4 фіналу
| Команда 1           | Рахунок | Команда 2       |
| ------------------- | ------- | --------------- |
| 16 серпня 2022      |         |                 |
| Йонава              | 0:2     | Хегельманн      |
| 31 серпня 2022      |         |                 |
| Судува              | 0:1     | Кауно Жальгіріс |
| Жальгіріс (Вільнюс) | 2:1     | Рітеряй         |
| 13 вересня 2022     |         |                 |
| Маріямполе Сіті (2) | 0:2     | Паневежис       |

## 1/2 фіналу
| Команда 1           | Рахунок      | Команда 2       |
| ------------------- | ------------ | --------------- |
| 1 жовтня 2022       |              |                 |
| Жальгіріс (Вільнюс) | 2:1 дч       | Кауно Жальгіріс |
| 5 жовтня 2022       |              |                 |
| Хегельманн          | 0:0 пен. 4:3 | Паневежис       |

## Фінал
| 16 жовтня 2022 17:30 (EEST) |

| Жальгіріс (Вільнюс)         | 2:1 дч                                 | «Хегельманн»  |
| --------------------------- | -------------------------------------- | ------------- |
| Миличкович 76' Павелич 110' | lff.lt (soccerway) lietuvosfutbolas.lt | 90+3' Одеіобо |

| Стадіон імені С. Дарюса та С. Ґіренаса, Каунас Глядачів: 15 000 Арбітр: Манфредас Лук'янчукас |